# Neruda Volley 2015-2016
Questa voce raccoglie le informazioni riguardanti il Neruda Volley nelle competizioni ufficiali della stagione 2015-2016.

## Stagione
La stagione 2015-16 è per il Neruda Volley, che gioca con il nome sponsorizzato di Südtirol Neruda Bolzano (la squadra gioca le partite in casa a Bolzano), è la prima in Serie A1, dopo aver conquistato la promozione al termine della Serie A2 2014-15 grazie alla vittoria della regular season. Confermato l'allenatore Fabio Bonafede, venendo poi sostituito a metà stagione da Stefano Micoli, mentre la rosa è completamente cambiata, con le uniche conferme di Sara Bertolini, Tiziana Veglia e Kathrin Waldthaler: tra gli acquisti quelli di Bernarda Brčić, Ilaria Garzaro, Brayelin Martínez, Elisa Manzano, Matea Ikić e Marianne Steinbrecher, queste ultime due cedute a metà stagione, sostituite da Gina Mambrú, Prisilla Rivera e Brittney Page, mentre tra le cessioni quelle di Lucia Bacchi, Valeria Papa, Lena Möllers e Anna Kajalina.
Il campionato si apre con due sconfitte: la prima vittoria arriva alla terza giornata contro l'Azzurra Volley San Casciano, seguita da un altro successo contro l'Imoco Volley; in tutto il resto del girone di andata la squadra di Bronzolo riuscirà ad aggiudicarsi solamente un'altra partita, in trasferta, contro il Promoball Volleyball Flero, chiudendo al dodicesimo posto, fuori dalla zona per la qualificazione alla Coppa Italia. Nel girone di ritorno il Neruda Volley collezione esclusivamente delle sconfitte, guadagnando un solo punto nella partita persa per 3-2 contro la squadra di San Casciano in Val di Pesa, che al termine della regular season lo portano all'ultimo posto in classifica, retrocedendo in Serie A2.

## Organigramma societario
Area direttiva
- Presidente: Rodolfo Favretto
- Vicepresidente: Tiziana Da Damos

Area tecnica
- Allenatore: Fabio Bonafede (fino al 10 febbraio 2016), Stefano Micoli (dall'11 febbraio 2016)
- Allenatore in seconda: Amato Parisi
- Scout man: Roberto Menegolo

Area comunicazione
- Ufficio stampa: Alan Conti
- Webamster: Alan Conti
- Fotografo: Thomas Benelli

Area sanitaria
- Medico: Fabio Varesco
- Preparatore atletico: Paolo Visintainer

## Rosa
| N° | Nome                  | Ruolo | Data di nascita   | Nazionalità sportiva |
| -- | --------------------- | ----- | ----------------- | -------------------- |
| 1  | Anna Newsome          | P     | 31 luglio 1997    | Spagna               |
| 2  | Sara Paris            | L     | 19 luglio 1985    | Italia               |
| 3  | Ilaria Garzaro        | C     | 29 settembre 1986 | Italia               |
| 4  | Prisilla Rivera       | S/O   | 29 dicembre 1984  | Rep. Dominicana      |
| 5  | Brayelin Martínez     | S/O   | 11 settembre 1996 | Rep. Dominicana      |
| 6  | Brittney Page         | S     | 4 febbraio 1984   | Canada               |
| 7  | Marianne Steinbrecher | S/O   | 23 agosto 1983    | Brasile              |
| 9  | Elisa Manzano         | C     | 18 gennaio 1985   | Italia               |
| 10 | Sara Bertolini        | C     | 10 maggio 1991    | Italia               |
| 11 | Martina Boscoscuro    | L     | 2 settembre 1988  | Italia               |
| 13 | Matea Ikić            | S     | 25 maggio 1989    | Croazia              |
| 14 | Rebecka Lazić         | S/O   | 24 settembre 1994 | Svezia               |
| 15 | Bernarda Brčić        | P     | 12 maggio 1991    | Croazia              |
| 16 | Tiziana Veglia        | C     | 13 settembre 1992 | Italia               |
| 17 | Kathrin Waldthaler    | S     | 19 febbraio 1990  | Italia               |
| 18 | Gina Mambrú           | S/O   | 21 gennaio 1986   | Rep. Dominicana      |

## Mercato
| Acquisti | Acquisti              | Acquisti        | Acquisti   |
| R.       | Nome                  | da              | Modalità   |
| -------- | --------------------- | --------------- | ---------- |
| L        | Martina Boscoscuro    | Imoco           | definitivo |
| P        | Bernarda Brčić        | Le Cannet       | definitivo |
| C        | Ilaria Garzaro        | Savino Del Bene | definitivo |
| S        | Matea Ikić            | LJ              | definitivo |
| S/O      | Rebecka Lazić         | Vilsbiburg      | definitivo |
| S/O      | Gina Mambrú           | Mirador         | definitivo |
| C        | Elisa Manzano         | inattiva        | definitivo |
| S/O      | Brayelin Martínez     | Mirador         | definitivo |
| P        | Anna Newsome          | Barcellona      | definitivo |
| S        | Brittney Page         | Sichuan         | definitivo |
| L        | Sara Paris            | Soverato        | definitivo |
| S/O      | Prisilla Rivera       | inattiva        | definitivo |
| S/O      | Marianne Steinbrecher | Osasco          | definitivo |

| Cessioni | Cessioni              | Cessioni               | Cessioni   |
| R.       | Nome                  | a                      | Modalità   |
| -------- | --------------------- | ---------------------- | ---------- |
| S        | Lucia Bacchi          | Casalmaggiore          | definitivo |
| C        | Sara Bertolini        | -                      | ritirata   |
| P        | Aurora Bonafini       | Pallavolo Rovereto     | definitivo |
| L        | Giulia Bresciani      | Libertas Aversa        | definitivo |
| C        | Elena Gabrieli        | Pinerolo               | definitivo |
| S        | Matea Ikić            | Savino Del Bene        | definitivo |
| S/O      | Anna Kajalina         | Saint-Raphaël          | definitivo |
| C        | Giuditta Lualdi       | Flero                  | definitivo |
| P        | Lena Möllers          | Béziers                | definitivo |
| S        | Valeria Papa          | Busto Arsizio          | definitivo |
| S        | Noemi Porzio          | VolAlto Caserta        | definitivo |
| C        | Vittoria Repice       | Trentino Rosa          | definitivo |
| S/O      | Marianne Steinbrecher | Jakarta Pertamina      | definitivo |
| S        | Francesca Trevisan    | Obiettivo Risarcimento | definitivo |

## Risultati

### Serie A1

#### Girone di andata
| 1ª giornata - 18 ottobre 2015 PalaResia, Bolzano                | Neruda          | 1 - 3 | AGIL                   | 20-25, 18-25, 25-19, 23-25        |
| 2ª giornata - 25 ottobre 2015 PalaYamamay, Busto Arsizio        | Busto Arsizio   | 3 - 0 | Neruda                 | 25-22, 25-22, 25-15               |
| 3ª giornata - 1º novembre 2015 PalaResia, Bolzano               | Neruda          | 3 - 1 | San Casciano           | 20-25, 25-17, 25-19, 25-22        |
| 4ª giornata - 4 novembre 2015 PalaResia, Bolzano                | Neruda          | 3 - 2 | Imoco                  | 29-27, 25-21, 16-25, 24-26, 19-17 |
| 5ª giornata - 8 novembre 2015 Palazzetto dello Sport, Scandicci | Savino Del Bene | 3 - 1 | Neruda                 | 25-15, 23-25, 25-21, 25-23        |
| 7ª giornata - 22 novembre 2015 PalaResia, Bolzano               | Neruda          | 0 - 3 | Club Italia            | 18-25, 22-25, 23-25               |
| 8ª giornata - 29 novembre 2015 PalaResia, Bolzano               | Neruda          | 2 - 3 | Obiettivo Risarcimento | 21-25, 20-25, 25-17, 25-19, 13-15 |
| 9ª giornata - 3 dicembre 2015 PalaRadi, Cremona                 | Casalmaggiore   | 3 - 1 | Neruda                 | 25-23, 20-25, 25-19, 25-19        |
| 10ª giornata - 6 dicembre 2015 PalaBanca, Piacenza              | River           | 3 - 0 | Neruda                 | 25-13, 25-22, 25-22               |
| 11ª giornata - 12 dicembre 2015 PalaResia, Bolzano              | Neruda          | 0 - 3 | LJ                     | 26-28, 19-25, 19-25               |
| 12ª giornata - 19 dicembre 2015 PalaGeorge, Montichiari         | Flero           | 1 - 3 | Neruda                 | 25-23, 21-25, 23-25, 21-25        |
| 13ª giornata - 22 dicembre 2015 PalaResia, Bolzano              | Neruda          | 0 - 3 | Bergamo                | 22-25, 19-25, 23-25               |

#### Girone di ritorno
| 14ª giornata - 17 gennaio 2016 PalaTerdoppio, Novara                | AGIL                   | 3 - 0 | Neruda          | 25-23, 25-13, 25-18               |
| 15ª giornata - 24 gennaio 2016 PalaResia, Bolzano                   | Neruda                 | 0 - 3 | Busto Arsizio   | 20-25, 25-27, 23-25               |
| 16ª giornata - 31 gennaio 2016 Nelson Mandela Forum, Firenze        | San Casciano           | 3 - 2 | Neruda          | 15-25, 25-22, 25-20, 23-25, 15-12 |
| 17ª giornata - 3 febbraio 2016 PalaVerde, Villorba                  | Imoco                  | 3 - 0 | Neruda          | 25-22, 25-8, 25-17                |
| 18ª giornata - 7 febbraio 2016 PalaResia, Bolzano                   | Neruda                 | 1 - 3 | Savino Del Bene | 24-26, 27-25, 16-25, 10-25        |
| 20ª giornata - 21 febbraio 2016 PalaYamamay, Busto Arsizio          | Club Italia            | 3 - 1 | Neruda          | 25-17, 25-23, 23-25, 25-17        |
| 21ª giornata - 27 febbraio 2016 Palasport Città di Vicenza, Vicenza | Obiettivo Risarcimento | 3 - 0 | Neruda          | 25-15, 25-23, 25-20               |
| 22ª giornata - 2 marzo 2016 PalaResia, Bolzano                      | Neruda                 | 0 - 3 | Casalmaggiore   | 11-25, 19-25, 14-25               |
| 23ª giornata - 6 marzo 2016 PalaResia, Bolzano                      | Neruda                 | 0 - 3 | River           | 19-25, 13-25, 23-25               |
| 24ª giornata - 13 aprile 2016 PalaPanini, Modena                    | LJ                     | 3 - 1 | Neruda          | 25-21, 21-25, 25-12, 25-17        |
| 25ª giornata - 26 marzo 2016 PalaResia, Bolzano                     | Neruda                 | 0 - 3 | Flero           | 23-25, 18-25, 19-25               |
| 26ª giornata - 2 aprile 2016 PalaNorda, Bergamo                     | Bergamo                | 3 - 1 | Neruda          | 25-18, 21-25, 25-21, 25-17        |

## Statistiche

### Statistiche di squadra
| Competizione | Punti | In casa | In casa | In casa | In trasferta | In trasferta | In trasferta | Totale | Totale | Totale |
| Competizione | Punti | G       | V       | P       | G            | V            | P            | G      | V      | P      |
| ------------ | ----- | ------- | ------- | ------- | ------------ | ------------ | ------------ | ------ | ------ | ------ |
| Serie A1     | 10    | 12      | 2       | 10      | 12           | 1            | 11           | 24     | 3      | 21     |
| Totale       | -     | 12      | 2       | 10      | 12           | 1            | 11           | 24     | 3      | 21     |

G = partite giocate; V = partite vinte; P = partite perse

### Statistiche dei giocatori
| Giocatore       | Serie A1 | Serie A1 | Serie A1 | Serie A1 | Serie A1 | Totale | Totale | Totale | Totale | Totale |
| Giocatore       | P        | PT       | AV       | MV       | BV       | P      | PT     | AV     | MV     | BV     |
| --------------- | -------- | -------- | -------- | -------- | -------- | ------ | ------ | ------ | ------ | ------ |
| S. Bertolini    | 1        | 0        | 0        | 0        | 0        | 1      | 0      | 0      | 0      | 0      |
| M. Boscoscuro   | 14       | -        | -        | -        | -        | 14     | -      | -      | -      | -      |
| B. Brčić        | 20       | 63       | 38       | 20       | 5        | 20     | 63     | 38     | 20     | 5      |
| I. Garzaro      | 24       | 194      | 138      | 40       | 16       | 24     | 194    | 138    | 40     | 16     |
| M. Ikić         | 12       | 95       | 70       | 10       | 15       | 12     | 95     | 70     | 10     | 15     |
| R. Lazić        | 15       | 33       | 32       | 1        | 0        | 15     | 33     | 32     | 1      | 0      |
| G. Mambrú       | 12       | 149      | 132      | 8        | 9        | 12     | 149    | 132    | 8      | 9      |
| E. Manzano      | 24       | 130      | 91       | 38       | 1        | 24     | 130    | 91     | 38     | 1      |
| M. Steinbrecher | 12       | 154      | 129      | 17       | 8        | 12     | 154    | 129    | 17     | 8      |
| B. Martínez     | 22       | 360      | 332      | 16       | 12       | 22     | 360    | 332    | 16     | 12     |
| A. Newsome      | 13       | 16       | 11       | 1        | 4        | 13     | 16     | 11     | 1      | 4      |
| B. Page         | 6        | 25       | 21       | 3        | 1        | 6      | 25     | 21     | 3      | 1      |
| S. Paris        | 24       | -        | -        | -        | -        | 24     | -      | -      | -      | -      |
| P. Rivera       | 6        | 51       | 46       | 4        | 1        | 6      | 51     | 46     | 4      | 1      |
| T. Veglia       | 13       | 10       | 8        | 1        | 1        | 13     | 10     | 8      | 1      | 1      |
| K. Waldthaler   | 6        | 5        | 4        | 1        | 0        | 6      | 5      | 4      | 1      | 0      |

P = presenze; PT = punti totali; AV = attacchi vincenti; MV = muri vincenti; BV = battute vincenti